# حوضه آبریز رودخانه‌های جراحی و زهره

موقعیت حوضه آبریز رودخانه‌های جراحی و زهره

حوضه آبریز رودخانه‌های جراحی و زهره با نام اختصاری جراحی–زهره یکی از حوضه‌های باز ایران است که در تقسیم‌بندی حوضه‌های آبریز ایران، حوضهٔ فرعی به شمار می‌رود و زیرمجموعهٔ حوضهٔ آبریز خلیج فارس و دریای عمان است. مساحت این حوضه، ۴۰٬۷۸۸ کیلومتر مربع و رودهای اصلی آن، جراحی و زهره هستند.

## جغرافیا
بخش عمدهٔ حوضهٔ جراحی–زهره در استان خوزستان قرار دارد و بخش‌هایی از استان‌های کهگیلویه و بویراحمد و فارس را نیز شامل می‌شود. دو رود اصلی این حوضه، جراحی و زهره هستند که به خلیج فارس می‌ریزند. رود جراحی بخش غربی حوضه را تشکیل می‌دهد. این رود از تلاقی رودهای مارون و اعلا (الله) ایجاد شده‌است. رود اعلا از شمال باغ‌ملک سرچشمه می‌گیرد و به سوی جنوب جریان می‌یابد. رود مارون نیز از جنوب لردگان آغاز می‌شود و در چم هاشم به رود اعلا می‌پیوندد. دیگر رود اصلی این حوضه، رود زهره است. شاخهٔ اصلی این رود، رود اردکان است که از ارتفاعات اردکان سرچشمه می‌گیرد و در ادامهٔ مسیر خود رود فهلیان نامیده می‌شود. شاخهٔ دیگر رود زهره، رود خیرآباد است که در ارتفاعات دوگنبدان تشکیل می‌شود و در شرق زیدون با فهلیان تلاقی می‌کند.

## زیرحوضه‌ها
برپایهٔ دستور العمل تقسیم‌بندی حوضه‌های ایران، حوضهٔ آبریز جراحی–زهره به زیرحوضه‌های زیر تقسیم می‌شود:
| کد  | نام اختصاری زیرحوضه | مساحت کیلومتر مربع | تعداد زیرحوضه‌ها |
| --- | ------------------- | ------------------ | --------------- |
| ۲۴۱ | رودخانه جراحی       | ۲۵٬۳۴۹             | ۶               |
| ۲۴۲ | رودخانه زهره        | ۱۵٬۴۳۹             | ۶               |